# Arquipélago de Bocas del Toro
O arquipélago de Bocas del Toro é um grupo de ilhas no noroeste do Panamá, no mar das Caraíbas. O arquipélago separa a baía Almirante e a Laguna de Chiriquí do oceano aberto. Faz parte do distrito de Bocas del Toro, que integra a província de Bocas del Toro. A sua maior localidade é Bocas del Toro, também chamada Bocas Town, na Ilha Colón. AS ilhas são acessíveis por táxi aquático e barcos privados. A Ilha Colón tem acesso a aeronaves (tem um aeroporto), ferries, embarcações privadas e táxis aquáticos.
O arquipélago tem área de 250 km2 e tinha 13000 habitantes em 2012.
Entre as maiores ilhas encontram-se:
- Ilha Colón (principal)
- Ilha Popa
- Ilha Bastimentos
- Ilha San Cristóbal
- Ilha Cayo Agua
- Ilha Solarte
- Ilha Carenero

Inclui ainda outras ilhas e alguns cayos de menor dimensão.